# Hexatoma (Eriocera) tahanensis
Hexatoma (Eriocera) tahanensis is een tweevleugelige uit de familie steltmuggen (Limoniidae). De soort komt voor in het Oriëntaals gebied.